# 南太平洋

スペインは大航海時代に自分たちが発見したので「自閉鎖海」（mare clausum）と宣言した。

南の海（オセアニア）は伝統的に４つの地域（ミクロネシア、メラネシア、ポリネシア、オーストラリア大陸に分類される。

南太平洋（みなみたいへいよう、英語: South SeasまたはSouth Pacific）、西欧では南の海（South Sea）という用語が使われた地域で、赤道より南の太平洋の部分を指すのが最も一般的である。この南の海という用語は、オセアニアと同義に使われることもあり、さらに狭義にはポリネシア、またはハワイ諸島、ニュージーランド、イースター島に囲まれたポリネシアン・トライアングルを指すこともある。太平洋諸島の住民は一般的に、特にオーストラリアでは、南洋諸島民（South Sea Islanders）と呼ばれている。

## 歴史
「南の海」という言葉は、1513年にスペインの征服者のバスコ・ヌーニェス・デ・バルボアによって「Mar de Sur」（南の海）として初めて作られ、現在の太平洋全域に適用された。1520年、フェルディナンド・マゼランが同じ海を太平洋と命名し、時を経てマゼランの名の方がより知られるようになった。

## 文化作品

### 南太平洋に関する文学と映画
南太平洋に関する文学や映画のジャンルが発展してきて、南太平洋はしばしば世界の理想化されたロマンチックな地域として見られてきた。
- ルイ・アントワーヌ・ド・ブーガンヴィルの世界周航旅行記
- マーク・トゥエインの『ハワイ通信』

など

### 南太平洋に関する絵画

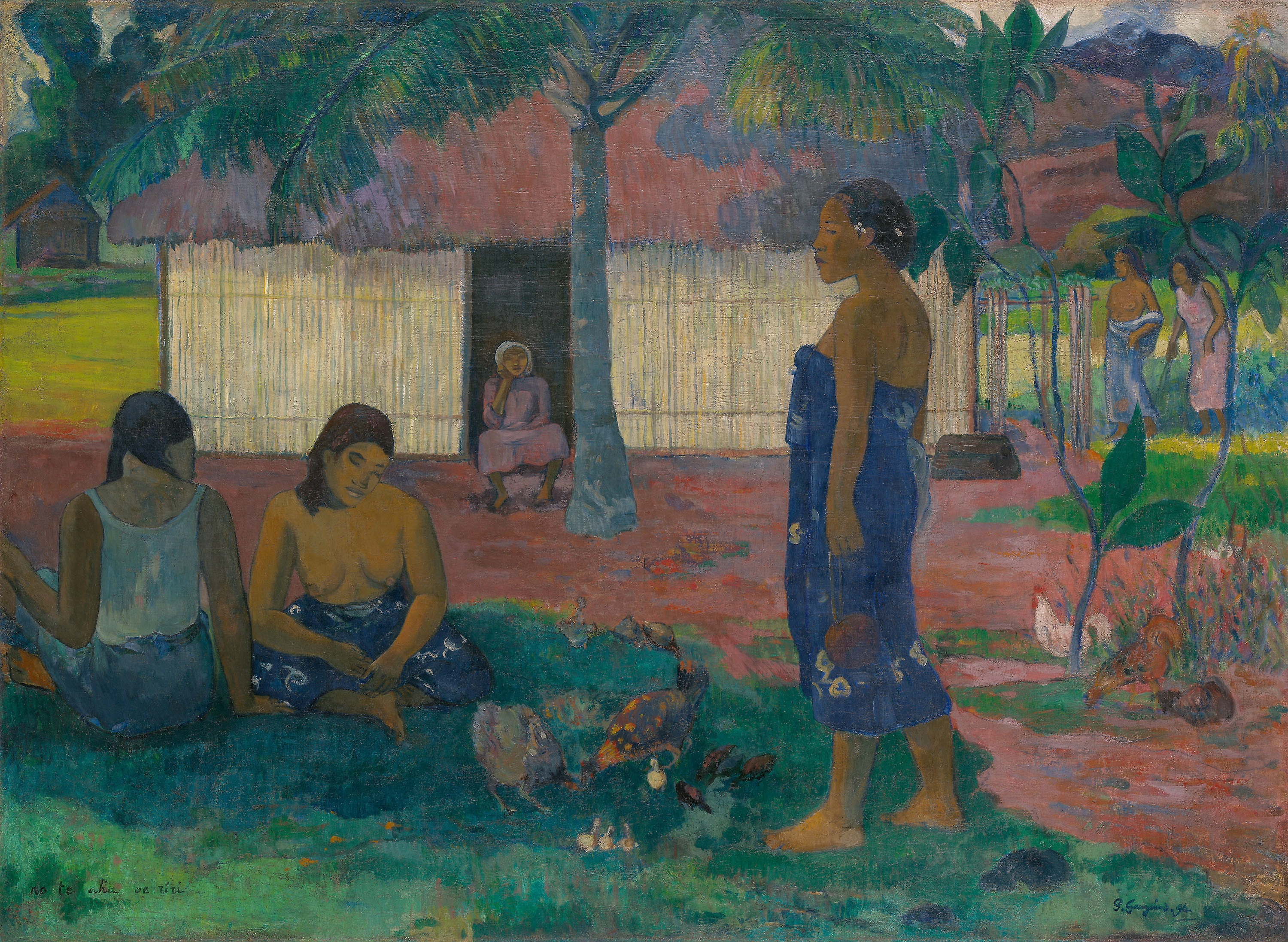
ポール・ゴーギャンの「なぜ怒るの？」（シカゴ美術館）